# Modesto Sardo
Modesto Sardo, né le 1er septembre 1929 à Mineo, mort le 7 août 1991 à Catane, est un homme politique italien, président de la Région sicilienne de mars 1984 à février 1985.

## Biographie
Fils d'un magistrat réputé, élevé dans une famille catholique, il est diplômé en droit à 21 ans, et nommé professeur assistant de droit ecclésiastique à l'Université de Catane. En parallèle, il milite au sein de mouvements catholiques, l'Azione cattolica et la Fédération des universitaires catholiques italiens, puis adhère à la Démocratie sicilienne. A 23 ans, il devient le plus jeune maire d'Italie de l'époque, comme maire de Mineo. Trois ans plus tard, il siège au conseil provincial de Catane. 
Il est député de l'Assemblée régionale sicilienne à partir de 1963. Reconnu pour ses compétences juridiques, il est nommé magistrat au Conseil d'État. Après les élections régionales de 1967, il intègre le gouvernements Giummarra et Carollo comme conseiller pour l'agriculture, puis est nommé conseiller pour la présidence par Mario Fasino jusqu'en avril 1970, avant de prendre la tête du groupe parlementaire régional démocrate-chrétien. 
Membre du courant andréottien, Modesto Sardo est élu président de la Région sicilienne le 21 mars 1984 après l'absence de soutien d'une partie de son parti envers le secrétaire DC Rosario Nicoletti, membre de l'aile gauche et ancien soutien de Piersanti Mattarella. Il forme un gouvernement « pentapartite  » (DC, PSI, PSDI, PRI, PLI) le 3 avril, qui reprend les mêmes membres que le cabinet précédent mené par l'andréottien Santi Nicita a l'exception des libéraux Francesco Martino, nommé assesseur à l'Industrie, et Salvatore Placenti, nommé au Territoire, et du socialiste Sardo Infirri qui prend la vice-présidence.  
Fin juriste et bon connaisseur de l'administration, il met en œuvre une réorganisation limitée des organismes économiques siciliens qui aggrave leurs difficultés. Ils se heurtent aux résistances politiques de transformation. Tandis que la violence mafieuse persiste, la première commission régionale anti-mafia est créée et placé sous la présidence du socialiste Angelo Ganazzoli. 
En septembre 1985, il crée la polémique en affirmant que la Sicile est une nation ce que n'est pas encore l'Italie. 
Sardo démissionne le 1er février 1985 lors de l'élection de Calogero Mannino au poste de secrétaire régional du DC.
Il ne se représente pas lors des élections régionales de 1986 et échoue à se faire élire au Sénat, amenant à son abandon de la politique active. Malade, il meurt à Catane peu avant ses 62 ans.
Il a également été nommé au Conseil d'État dont il préside la deuxième section.